# Freesound
Freesoundはクリエイティブ・コモンズ・ライセンスのサンプリング用音源を提供しているウェブサイトである。
野外音響からシンセサイザーを用いた効果音まで多様な音源が登録されている。
特徴としては、ウェブサイト上で容易に整理、検索、試聴できるよう設計されている。
サイトは投稿された音源を自動的にタギング (コンピュータ)処理し、各音源はフォークソノミー形式で閲覧できる。

## 著作権
サイト内音源は元々非商用利用許諾のクリエイティブ・コモンズ（以下、CC）Sampling Plus（以下、SP）として一元管理されていたが、後に一部音源は商用利用可能なCC0やCC BYが選択可能になった。
変更前の音源は投稿者が変更処理をしない限りSPのままである。
CC SPは対象の改変を禁じていることから、CC BY-NCと同様に自由文化作品の定義やDebianフリーソフトウェアガイドラインに反しており、Wikipediaや自由ソフトウェアライセンス、その他フリーコンテント企画には採用されていない。
ウェブサイト内使用ライセンス（CC0を除く）において、二次的著作物のクレジット表記に元音源の作者名を加えなければならない。